# Zlatá mládež
Zlatá mládež (francouzsky jeunesse dorée) je v dnešní době subkultura, do které spadají potomci velmi bohatých lidí. Jsou díky tomu už v poměrně nízkém věku finančně nezávislí, čehož více či méně využívají a více či méně to dávají na odiv.
S většinou zástupců zlaté mládeže jsou už od dětství spojené různé stereotypy. Nejdříve v podobě navštěvování různých kroužků spojených s prestiží a vysokým společenským statusem, jako jsou například tenis, golf, balet či jízda na koni, později v podobě drahých dovolených, luxusních vozů a prestižních univerzit.
Pojem zlatá mládež ale nemá přesnou definici a liší se v závislosti na území, době, ale i politickém režimu.

## Historie zlaté mládeže

### Velká francouzská revoluce
Termín zlatá mládež se poprvé objevil za Velké francouzské revoluce v 18. století pod francouzským názvem Jeunesse dorée a měl politický význam. Označoval skupinu mladých mužů, jejíž členové pocházeli nejčastěji ze střední třídy úředníků a malých obchodníků. Skupina nazývající se zlatá mládež byla řídící politickou silou termidorské reakce a hlavním „nástrojem“ Thermidoriánů, s kterými v době revoluce spolupracovala na teroru proti Jakobínům. Členové zlaté mládeže Jakobíny v ulicích a kavárnách pronásledovali a přinutili Národní shromáždění k zakázání a zrušení jakobínského klubu. Zlatá mládež se stala pilířem života společnosti, který se vracel do pařížských salonů a zobrazoval veselé hýření a nestydatý luxus. Přívlastek zlatá mládež vznikl na základě mravů, čistého a až absurdně upraveného vzhledu a elegantního oblékání této skupiny v porovnání s vulgárními postupy Jakobínů a jejich neupravenými oděvy. Z tohoto důvodu se pro tuto skupinu lidí používal i název Muscadins, respektive „Šviháci“. Ženskými protějšky „šviháků“ byly Merveilles, což z francouzského překladu znamená „Zázrak“, pro které byly typické umělecké bílé paruky. Do zlaté mládeže byli kromě úředníků a malých obchodníků verbováni „synové buržoazie“ – dezertéři z vojenské služby, a především literáti (novináři, básníci, spisovatelé), právní úředníci (notáři, advokáti, právníci) a lidé z divadelní komunity (herci, zpěváci, tanečníci...). Jednalo se o heterogenní koalici , s kterými v době sociálních skupin, která byla spojována záští vůči levici a Jakobínům. Ke zlaté mládeži se později hlásili všichni mladí muži z vyšších tříd pařížské společnosti, kteří nějakým způsobem utrpěli revolucí a patřili k tzv. čestné buržoazii. Skupina mohla dle odhadů čítat dva až tři tisíce mladých mužů, kteří se shromažďovali v Café de Chartres a Královském paláci. Členové zlaté mládeže byli vzhledem ke svým profesím často lidé dobrého vkusu. Postupem času po vyhlášení První francouzské republiky se význam termínu zlatá mládež změnil z politického na společenský. Od doby Thermidoru vznikla nová symbolická elita - malá skupina lidí z respektovaných rodin, kteří se dobře oblékali. V pařížské společnosti se o nich mluvilo jako o „okruhu lidí obou pohlaví, kterým společnost záviděla, snažila se je napodobit a v závislosti na okolnostech jim lichotila či je pomlouvala.“. Termín zlatá mládež (Jeunesse dorée) se v tomto významu používá ve francouzštině dodnes.

### Jazzová éra v Londýně
Ve Velké Británii, v Londýně se okolo jazzové éry roku 1920 začaly v novinách objevovat články na téma zlaté mládeže, které se říkalo The Bright Young People. Tito lidé byli popisováni jako kosmopolitní, dobře vychovaní, se zálibou v umění. Byly pro ně charakteristické rozjařené večírky a neukázněná zábava. Tato skupina měla svůj vlastní slang a kulturní znaky, které jí specifikovaly. Patřili do ní mladí a vzdělaní lidé obou pohlaví z řad spisovatelů, malířů, fotografů či modelek, kteří byli ve společnosti často označováni za celebrity. Pocházeli z „dobrých“ rodin, měli kvalitní vzdělání z prestižních univerzit a rádi se společensky bavili. Nosili krásné šaty a pořádali večírky, na kterých nechyběl alkohol a drogy.

### 50. a 60. léta v kinematografii
Označení se také objevilo ve filmech z 50. let jako ztělesnění sociálně nezodpovědného životního stylu mládeže. Moralizující příběhy nejčastěji tematizovaly nesmyslnost života v zahálce. Ve filmu Les tricheurs (Marcel Carné, 1958) se točí život skupiny dospívajících kolem nicnedělání, uvolněné sexuality a zločinů z nudy, dokud jeden z nich nezahyne ve sportovním autě. Také snímek Federica Felliniho Sladký život (1960) filmová kritika přiřazuje k filmům zobrazujícím bezvýznamný, na potěšení orientovaný život mládeže v Římě.

## Vnímání zlaté mládeže
Vnímání zlaté mládeže jak v České republice, tak i ve světě bývá spíše negativní. Lidé její zástupce vnímají ve skrze jako rozmazlené, namyšlené, povýšené osoby, jenž si lehkomyslným rozhazováním peněz užívají života, aniž by v životě pracovali. „Obyčejní“ lidé se vůči nim často vymezují (my x oni).
Na druhou stranu tyto názory mohou mnohokrát vycházet z pouhých předsudků. Renata Klánová ve svém výzkumu zjišťuje, jak vnímají zástupci zlaté mládeže sebe sama i například v souvislosti s okolím.
Většina tázaných přiznává, že si se své postavení a s ním související výhody sice uvědomuje, každopádně nepřímo upozorňuje na to, že všechno není tak jednoduché, jak se může zdát. Oproti dalším vrstevníkům jsou na ně z důvodu úspěchu jejich rodičů kladeny vyšší nároky, někteří na ně automaticky nahlíží špatně a své rodiče často, kvůli jejich práci, vídávají pouze zřídka.

## Sociální sítě
Velmi důležitou součástí dnešního světa jsou i sociální sítě, zejména pro mladé lidi. Samozřejmě se na nich tedy objevují i zástupci zlaté mládeže, a hlavně ti nejmladší z nich zde svůj život dávají patřičně na odiv. Sdílí zde všechno, čím se mohou pochlubit, ať už momentky z jejich cestování nebo kupříkladu fotky v drahém oblečení. Sbírají zde pozitivní ohlasy a tím získávají jakýsi pomyslný společenský kredit.